# Huzella Ödön
Huzella Ödön (Nagyvárad, 1891. március 14. – Budapest, 1961. május 12.) költő, újságíró, művészettörténész.

## Életpályája
Huzella Gyula és Perlfaster Berta fiaként született. Iskoláit Budapesten végezte, 1911-től Nagybányán műkritikus, 1914-től a Nagyváradi Napló újságírója, 1917-től 1920-ig a Nagyváradi Friss Újság szerkesztője, közben a nagyváradi Ipolyi Arnold Múzeum őre és titkára. 1921-től 1928-ig a Brassói Lapok tudósítója; 1931-től 1942-ig az Erdélyi Lapoknál dolgozik, a Temesvári Hírlap, Ellenzék, Déli Hírlap munkatársa. 1932-ben Nagyváradon megindította Az Írás című irodalmi lapját. 1943-ban hallássérültsége miatt visszavonult, és Budapestre költözött.
Első versei 1906-ban jelentek meg a Budapesti Újságban; hamarosan ugyanott az Új Idők és a Divatszalon hasábjain szerepel. Az első világháború után a Váradi Hét, Tavasz, Magyar Szó, Zord Idő, nagyszalontai Szemle közölte verseit, cikkeit és műkritikáit.

## Kötetei
- Panaszok (versek, Nagybánya, 1912)
- A csend (versek, Nagyvárad, 1916)
- Eltemetlek téged is édes (versek, Nagyvárad, 1922)
- Mégis (versek, Nagyvárad, 1925)
- Dac (új versei, Nagyvárad, 1930)
- A remekmű halála (művészeti tanulmányok, Kolozsvár, 1937)

## További irodalom
- Marosi Ildikó: A marosvásárhelyi Kemény Zsigmond Társaság levelesládája. 1973. 197–98. Huzella Ödön levelei Sényi Lászlóhoz.